# Gialacuta, Hunedoara
Gialacuta este un sat în comuna Brănișca din județul Hunedoara, Transilvania, România.

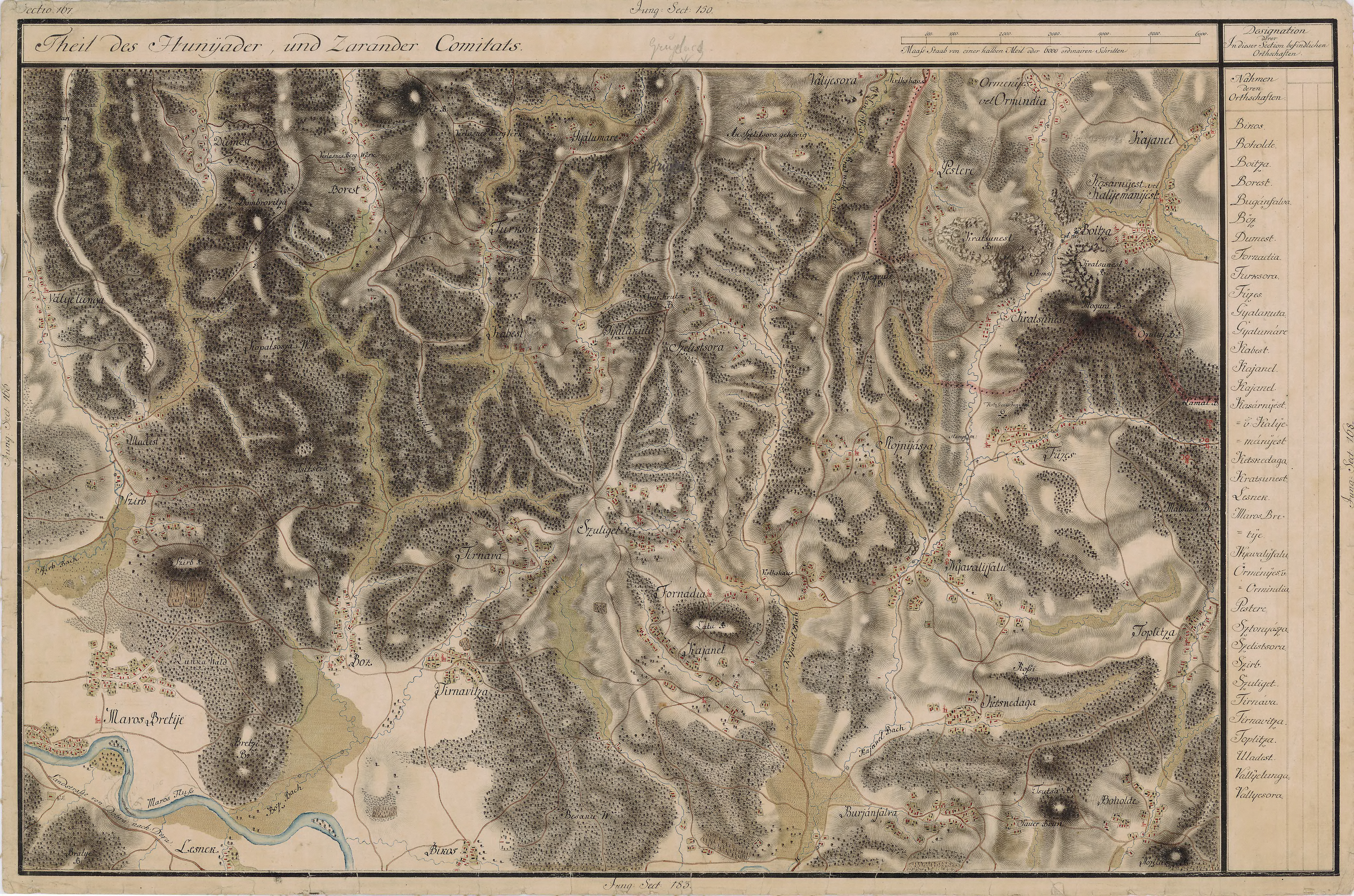
Gialacuta în Harta Iosefină a Transilvaniei, 1769-1773